# Бризгалін Георгій Олександрович
Бризгалін Георгій Олександрович — український зоолог і еколог, природоохоронний діяч.

## Біографія
З 1915 р. з'являються його перші природоохоронні статті в московських і харківських журналах, він вступає в Харківське товариство любителів природи (ХОЛП), в 1916 р. обирається членом його правління. Сфера інтересу Георгія Олександровича — охорона природи (в основному знайомив вітчизняного читача з зарубіжним досвідом) і орнітологія. За кілька років участі в ХОЛП Бризгалін стає одним з найактивніших природоохоронних діячів в Україні, опублікувавши з 1915 по 1919 рр. близько двох десятків статей і три популярні книги з охорони природи.
На початку 1917 р. ХОЛП, з ініціативи Г. О. Бризгаліна, звернувся до Харківської міської управи з пропозицією про організацію в міському парку «захисної ділянки» для птахів. У 1919 р. Г. О. Бризгалін запропонував створити національний парк в районі села Коробів Хутір на Сіверському Дінці.
За декілька років до Жовтневого перевороту він заходився збирати анкетні матеріали з охорони природи в Росії, які, емігруючи під час громадянської війни до Парижу, переслав професору Московського університету Г. О. Кожевнікову (нині вони зберігаються у фонді Г. О. Кожевнікова в архіві МДУ).
Живучи в Парижі, Бризгалін не поривав зв'язку з батьківщиною. В кінці 20-х років публікує кілька оглядових статей про охорону природи на Заході в українських та російських природоохоронних журналах. На жаль, через пару років вони стали для нього повністю закриті. З деякими діячами охорони природи СРСР Г. О. Бризгалін листувався, живучи в Парижі, ще в 1965 р. Подальша доля його не відома. Так, на жаль, не розкрився талант одного з найбільш потенційно активних діячів охорони природи Вітчизни.
У 40-х роках Головлітом заборонено видавати в бібліотеках чимало книжок природоохоронної тематики. Серед перших у цих чорних списках була і книги Г.Бризгаліна «Охорона природи на Україні» та «Что такое национальные парки и для чего они учреждаются?».
Книжка «Охорона природи на Україні» є однією з найбільших бібліографічних рідкостей серед природничої літератури в Україні. Достовірно відомо лише наявність примірників у архіві Полтавського краєзнавчого музею та у Книжковій палаті України.

## Найважливіші висловлювання
```
«Національні парки повинні бути близькі кожному громадянину, тому що вони торкаються широких національних інтересів, оберігаючи пам'ятки його національної історії, роблячи останню більш живою, яскравою, дотиковою»
[
3
]
```

```
«Чорноземні степи, свідки колишніх часів Козаччини і Запорізької Січі, вже не переходять через наш кордон на захід. Зберегти такі ділянки за для науки й інших цілей на вікі-вічні – це наш обов'язок»
[
3
]
```

```
«Проминуло тільки де-кілька років і перемагаючий рух хліборобів перетворив наші чудові степи в одноманітні, немов пустеля, лани»
[
3
]
```

```
«съ точки зрѢнія интересов науки, гибель участковъ природы, на основаніи которыхъ можно было-бъ возстановить ея прошлое, должна быть задерживаема вездѢ, где это не наталкивается на неприодолимыя препятствія со стороны требованій практической жизни… Необходимо имѢть въ виду, что природа каждой мѢстности представляетъ свои особенности, поэтому желательнымъ является созданіе цѢлой сѢти національныхъ парков и заповѢдниковъ»
[
4
]
.
```

## Публікації
- Брызгалин Г. А. Анкета но охране памятников природы, птиц, лесов и т.д. в России // Птицеведение и птицеводство. — 1915. — № 4. — С. 321—322.
- Брызгалин Г. А. Об охране дичи и о заказниках для нее в Акмолинской области // Бюлл. ХОЛП. — 1915. — № 5. — С. 88-90.
- Брызгалин Г. А. Эвкалиптовый национальный парк в Виктории // Бюлл. ХОЛП. — 1915. — № 5. — С. 90-92.
- Брызгалин Г. А. Подробности о бобре // Бюлл. ХОЛП. — 1915. — № 5. — С. 66.
- Брызгалин Г. А. О чем говорит дамская шляпа, украшенная перьями? // Бюлл. ХОЛП. — 1915. — № 5. — С. 82-86.
- Брызгалин Г. А. Зимняя подкормка полезных птиц // Бюлл. ХОЛП. — 1916. — № 1. — С. 30-40.
- Брызгалин Г. А. Анкета по охране птиц в России // Орнитол. вестник. — 1916. — № 3. — С. 190.
- Брызгалин Г. А. Охрана птиц в Квинсленде // Бюлл. ХОЛП. — 1916. — № 3-4. — С. 98-100.
- Брызгалин Г. А. 1916. В крупнейших в мире заповедниках для дичи в Британской Африке // Бюлл. ХОЛП. — 1916. — № 5. — С. 73-76.
- Брызгалии Г. А. 1916. О количестве организаций по охране дичи и птиц в США и Канаде // Бюлл. ХОЛП. — 1916. — № 5. — С. 76-78.
- Брызгалин Г. А. 1917. О соболиных заповедниках в Сибири // Бюлл. ХОЛП. — 1917. — № 1. — С. 7-10.
- Брызгалин Г. А. Гибель рыбы // Бюлл. ХОЛП. — 1917. — № 2-3. — С. 31.
- Брызгалин Г. А. Охрана птиц в Соединенных Штатах Северной Америки // Бюлл. ХОЛП. — 1917. — № 1. — С. 23-37; № 2-3. — С. 10-21.
- Брызгалин Г. А. Птицы —друзья человека. — Харьков, 1918. — 131 с.
- Брызгалин Г. А., Захаров Б. А. Что такое национальные парки и для чего они учреждаются. — Харьков, 1919. — 11 с.
- Бризгалін Г. О. Охорона пам'яток природи на Україні. — Полтава, 1919. — 31 с.
- Брызгалин Г. А. Про охорону природи, зокрема птахів у Німеччині та відповідне законодавство // Вісник природознавства. — 1923. — № 5-6. — С. 1-17.
- Бризгалін Г. О. Другий інтернаціональний конгрес у справі вивчення та охорони птахів // Вісник природознавства. — 1927. — № 3-4. — С. 212.
- Бризгалін Г. Про світову охорону природи та міжнародні конгреси в цій справі // Вісник природознавства. — 1928. — № 1. — С. 1-5.
- Брызгалин Г. А. О законодательных мерах по охране птиц за границей // Охрана природы. — 1929. — № 6. — С. 186—189.
- Брызгалин Г. А. Современное положение охраны природы в Германии // Охрана природы. — 1929. — № 4. — С. 116—122.